# Raymond, Kansas
Raymond là một thành phố thuộc quận Rice, tiểu bang Kansas, Hoa Kỳ. Năm 2010, dân số của xã này là 79 người.

## Dân số
Dân số các năm:
- Năm 2000: 95 người
- Năm 2010: 79 người